# Tigidia rutilofronis
Espèce
Tigidia rutilofronis est une espèce d'araignées mygalomorphes de la famille des Barychelidae.

## Distribution
Cette espèce est endémique du Tamil Nadu en Inde,. Elle se rencontre vers Marudhamalai dans le district de Coimbatore.

## Description
La femelle holotype mesure 22,76 mm.

## Publication originale
- Siliwal, Gupta, Sanap, Mirza & Raven, 2011 : First record of the genus Tigidia Simon, 1892 (Araneae: Barychelidae) from India with description of three new species from the western Ghats, India. Journal of Threatened Taxa, vol. 3, p. 2229-2241.